# Sittelle des Philippines
Sitta oenochlamys
Espèce
Synonymes
- Dendrophila oenochlamys Sharpe, 1877 (protonyme)

Statut de conservation UICN

 LC  : Préoccupation mineure
La Sittelle des Philippines (Sitta oenochlamys) est une espèce d'oiseaux de la famille des Sittidae.

## Répartition
Cet oiseau est endémique des Philippines.

## Taxinomie
Selon le Congrès ornithologique international et Alan P. Peterson il existe six sous-espèces :
- S. o. mesoleuca (Ogilvie-Grant, 1894) - Nord-Ouest de Luçon ;
- S. o. isarog Rand & Rabor, 1967 - Luçon, sauf le Nord-Ouest ;
- S. o. lilacea (Whitehead, 1897) - centre et Est des Philippines ;
- S. o. apo (Hachisuka, 1930) - Mindanao, sauf la péninsule de Zamboanga ;
- S. o. zamboanga Rand & Rabor, 1957 - péninsule de Zamboanga (Ouest de Mindanao), Basilan et Est de Bolod ;
- S. o. oenochlamys (Sharpe, 1877) - centre-Ouest des Philippines.